# Ernst Ecks
Ernst Ecks født 1938 er en tidligere dansk atlet.
Ernst Ecks er oprindeligt fra Sønderjylland og startede i med atletik i Tønder SF, men flyttede til København i 1960 og var derefter i Københavns IF frem til 1970 hvor han gik til Holte IF. Han har vundet tre danske mesterskaber på 110 meter hæk 1964-1966. Han satte en dansk rekord og nåede to landskampe.
Ernst Ecks har efter sin aktive atletik karriere siden 1973 været cheftræner i B.93 tennis og deres hold i Elitedivisionen, som har vundet hold-DM.
Ernst Ecks er gift med Dina Garcia Ecks, tidligere amerikansk landsholdsspiller i tennis, de er forældre til tennisspilleren Marco Garcia Ecks.

## Danske mesterskaber
- Sølv 1968 4x100 meter 43,3
- Sølv 1967 110 meter hæk 14.8
- Guld 1966 110 meter hæk 15.0
- Guld 1965 110 meter hæk 14.9
- Guld 1964 110 meter hæk 15.0
- Sølv 1963 110 meter hæk 14.9
- Sølv 1961 110 meter hæk 15.3
- Bronze 1961 400 meter hæk 56.5
- Guld 1961 Danmarksturneringen (Hold-DM)
- Bronze 1960 110 meter hæk 15.9
- Bronze 1960 400 meter hæk 56.6
- Guld 1960 Danmarksturneringen (Hold-DM)
- Bronze 1959 400 meter hæk 56.1

## Dansk rekord
- 200 meter hæk: 25.4 1963

## Personlige rekorder
- 100 meter: 11.1 1963
- 200 meter: 22.9 1965
- 400 meter: 50.4 1964
- 110 meter hæk: 14.8 1965
- 200 meter hæk: 25.4 1963
- 400 meter hæk: 54.3 1965
- Højdespring: 1.73 1964
- Længdespring: 6.49 1965
- Femkamp: 3038p 1965 (6.20-44.70-23.0-31.28-4.45.9)
- Tikamp: 5984p 1965 (11.3-6.49-11.44-1.73-51.5-15.2-30.31-2.80-42.00-4.50.5)